# Marie-Anne Desguillons
Marie-Anne Desguillons est une comédienne française, née Marie-Anne Bonnin à Aignay-le-Duc (Côte-d'Or) le 8 mai 1753 et morte en 1829.
Elle arrive à Stockholm en 1781 avec de troupe française de Monvel, Comédie française de Sa Majesté le roi de Suède.
Le 25 novembre 1788, elle épouse le comédien français Joseph Sauze, dit Desguillons, acteur dans la même troupe.
Elle quitte la scène en 1792, à la dissolution de la troupe et devient professeur à l'école de théâtre des jeunes élèves (Dramatens elevskola) de 1793 à 1800.